# Aach, Konstanz
Aach är en stad i Landkreis Konstanz i regionen Schwarzwald-Baar-Heuberg i Regierungsbezirk Freiburg i förbundslandet Baden-Württemberg i Tyskland.
Staden ingår i kommunalförbundet Engen tillsammans med staden Engen och kommunen Mühlhausen-Ehingen.